# 大曼荼羅

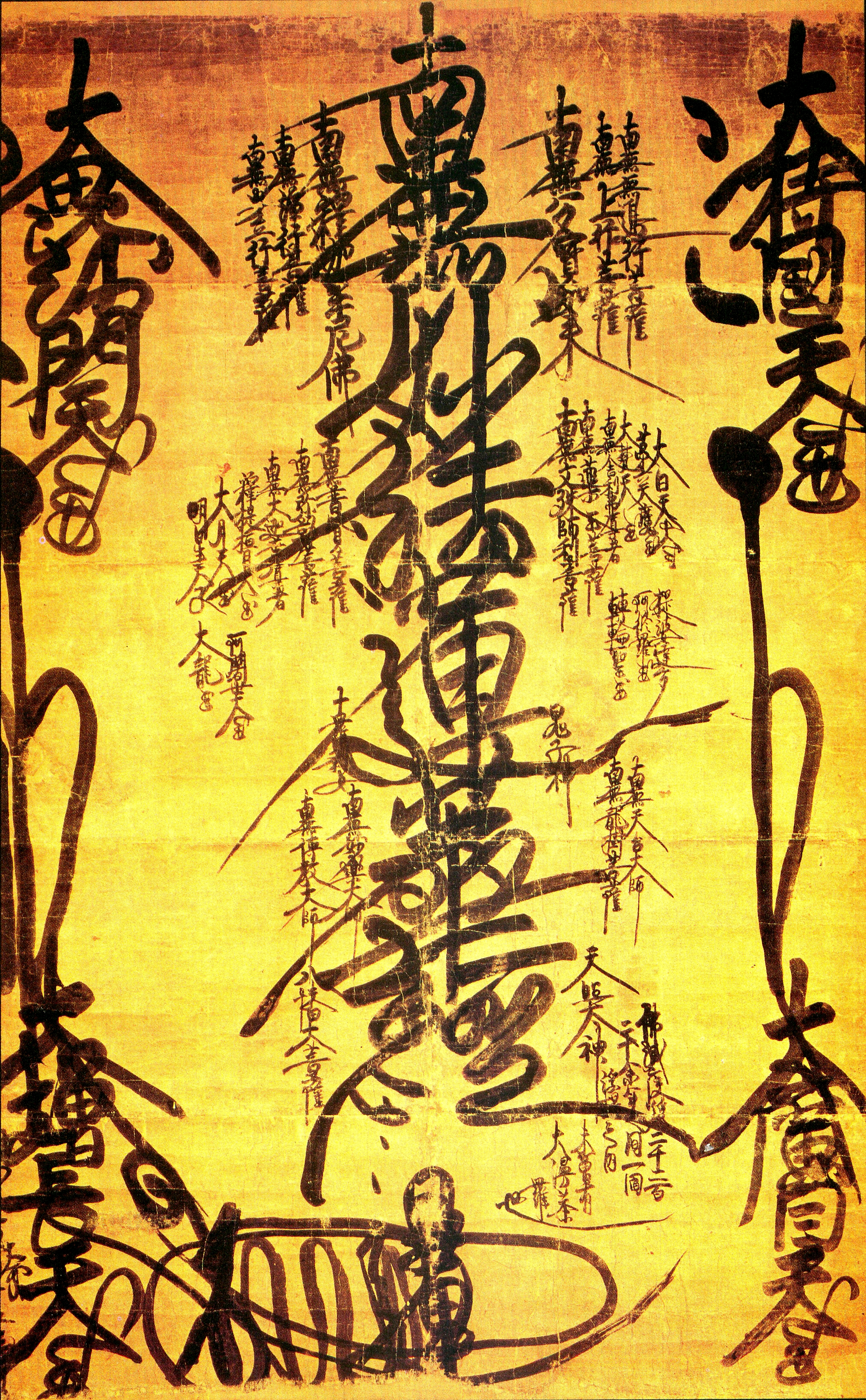
臨滅度時本尊
日蓮の臨終時に掲げられたという伝承のある十界曼荼羅

大曼荼羅（だいまんだら）とは、題目の周囲に漢字・梵字で記された仏・菩薩、仏弟子、天台系の学僧たち、インド・中国・日本の神々の名号などを配置した、日蓮宗（法華宗）系の諸宗派で使用される本尊。「大曼荼羅御本尊」とも。
法華経の世界を図や名号などで表す法華曼荼羅の一種。

## 概要
鎌倉・妙本寺蔵日蓮門下の諸派に於ける法華曼荼羅は、日蓮が末法の時代に対応するために、法華経後半十四品（本門）に登場する如来・菩薩・明王・天、高僧などを漢字や梵字で書き表した文字曼荼羅である。敬称として「大曼荼羅御本尊」と称し、中央の題目から長く延びた線を引く特徴から、髭曼荼羅とも呼ばれている。また、一部には文字でなく画像で表したものもある。
十界の諸仏・諸神を配置していることから十界曼荼羅（日蓮奠定十界曼荼羅・宗祖奠定十界曼荼羅）などとも称される。
1271年（文永8年）に書いたものが最初で、日蓮直筆は127幅余が現存する。この他、新たに寺を持つ弟子に対し師が曼荼羅を書いて渡すこともある。この場合は日蓮の花押ではなく師の名前が記される。

## 構成
- 中央に南無妙法蓮華経（題目）を配置する。
- 四隅に四天王（右上に持国天・右下に広目天・左下に増長天・左上に毘沙門天（多聞天））を配置する。
- 題目左側に釈迦牟尼佛（釈迦如来）・浄行菩薩・安立行菩薩・普賢菩薩・弥勒菩薩・大迦葉尊者・釈提恒因大王（帝釈天王）・大月天王・明星天子・十羅刹女・阿闍世王・大龍王・妙楽大師・傳教大師・八幡大菩薩等・梵字で愛染明王を配置する。
- 題目右側に多宝如来・上行菩薩・無辺行菩薩・文殊菩薩・薬王菩薩・舎利弗尊者・大梵天王・第六天魔王・大日天王・鬼子母神・轉輪聖王・阿修羅王・提婆達多・龍樹菩薩・天台大師・天照大神等・梵字で不動明王を配置する。

特に中央に南無妙法蓮華経（お題目）並びに四天王や梵字（種字）で表された愛染明王・不動明王、そして（お題目）下の日蓮大聖人の花押が重要な意味を持つ。

## 関連項目

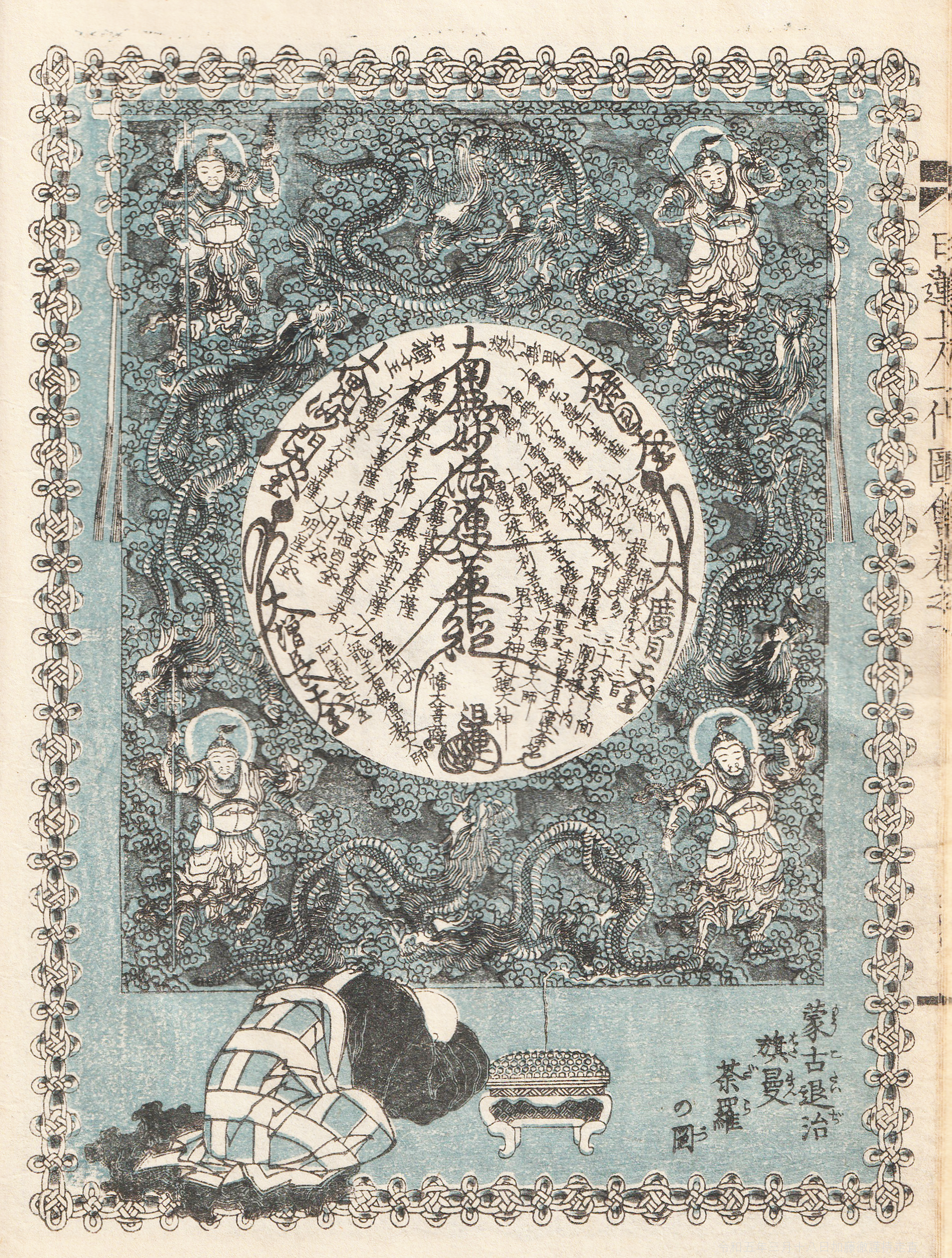
大曼荼羅と日蓮を描いた挿絵。葛飾為斎・画